# Ludwik Fleck
Ludwik Fleck (ur. 11 lipca 1896 we Lwowie, zm. 5 czerwca 1961 w Nes Cijjona) – polsko-izraelski biolog i filozof; pracownik między innymi Uniwersytetu Lwowskiego, UMCS w Lublinie i Akademii Medycznej tamże.
Fleck specjalizował się w mikrobiologii, zwłaszcza bakteriologii, immunologii i hematologii. Pisał także o filozofii nauki.

## Życiorys
Urodził się w żydowskiej rodzinie Maurycego i Sabiny z Herschdorferów. We Lwowie ukończył polskie gimnazjum, następnie medycynę na tamtejszym Uniwersytecie Jana Kazimierza, gdzie uzyskał stopień doktora wszech nauk lekarskich. 
Pracował w laboratorium badawczym Rudolfa Weigla w Przemyślu (1920–1921), jako asystent prof. Rudolfa Weigla, kierującego Katedrą Biologii Ogólnej UJK (1921–1923). W roku 1923 odszedł z uczelni. Specjalizację z bakteriologii ukończył w Wiedniu, po czym w latach 1928–1935 kierował laboratorium bakteriologicznym i chemicznym w nowoczesnym szpitalu Zakładu Ubezpieczeń Społecznych we Lwowie. Był znanym ekspertem w dziedzinie immunologii i serologii.
Podczas okupacji sowieckiej Lwowa (wrzesień 1939 – czerwiec 1941) pracował jako docent na wydzielonym z uniwersytetu lwowskiego Wydziale Medycznym. W czasie okupacji niemieckiej Lwowa (od czerwca 1941) wraz z innymi żydowskimi naukowcami (małżeństwo Meislów) był zatrudniony w Instytucie Badań nad Tyfusem Plamistym i Wirusami prof. Rudolfa Weigla, co pozwoliło mu uniknąć śmierci (codziennie doprowadzano ich z getta do instytutu pod wojskową eskortą). Mimo aresztowania w styczniu 1943 żydowskich naukowców zatrudnionych w tym instytucie i osadzenia ich w niemieckich obozach koncentracyjnych Auschwitz i Buchenwald uniknął śmierci.
Po wojnie kierował Zakładem Mikrobiologii Medycznej Uniwersytetu Marii Curie-Skłodowskiej, a potem Akademii Medycznej w Lublinie. Od 1952 pracował w Instytucie Matki i Dziecka w Warszawie. Prowadził rozległe badania nad mechanizmami odpornościowymi. Uczestniczył w międzynarodowych kongresach, wykładał w Brazylii, Francji, Stanach Zjednoczonych i Związku Radzieckim. Od 1954 roku był członkiem korespondentem Polskiej Akademii Nauk. W 1957, w ślad za jedynym synem Ryszardem (ur. 1924), wyjechał z żoną Ernestyną z Waldmanów do Izraela. Kontynuował tam badania nad zjawiskiem leukergii w Instytucie Bakteriologicznym w Nes Syjonie. Kierował Departamentem Patologii Eksperymentalnej i Izraelskim Instytutem Badań Biologicznych.
W 1935 wydał książkę z zakresu filozofii nauki Entstehung und Entwicklung einer wissenschaftlichen Tatsache. Einführung in die Lehre vom Denkstil und Denkkollektiv a także dwa artykuły filozoficzne napisane po niemiecku, oraz dwa ogłoszone po polsku w „Przeglądzie Filozoficznym”. Nie wzbudziły one jednak wówczas prawie żadnego zainteresowania.
W 1946 ogłosił jeszcze jeden artykuł filozoficzny, Problemy naukoznawstwa, zaś w 1947 opublikował w miesięczniku „Problemy” artykuł na temat filozofii nauki zatytułowany Patrzeć, widzieć, wiedzieć.
Do roku 1957 skupił się przede wszystkim na swoich badaniach z zakresu medycyny publikując około osiemdziesięciu artykułów naukowych głównie w języku polskim, angielskim i francuskim. 
Do 1977 jego filozoficzne prace były zupełnie nieznane. Dopiero przekład na angielski monografii Powstanie i rozwój faktu naukowego (Genesis and Development of a Scientific Fact) spowodowało podjęcie systematycznych badań jego twórczości z tej dziedziny. Część idei Flecka wykorzystał Thomas Kuhn w swojej książce Struktura rewolucji naukowych.
Zajmował się także filozofią medycyny i bywa zaliczany do polskiej szkoły filozofii medycyny.
Dziś uważa się Ludwika Flecka za prekursora programu socjologii wiedzy rozwijanego przez szkołę edynburską od połowy lat siedemdziesiątych. Dzięki niemu rozwinęły się też studia nad nauką i techniką.

## Ordery i odznaczenia
- Krzyż Oficerski Orderu Odrodzenia Polski
- Medal 10-lecia Polski Ludowej (13 stycznia 1955)[6]